# 中国共产主义青年团天津市委员会
中国共产主义青年团天津市委员会，简称共青团天津市委，是中国共产主义青年团在天津市的地方组织机构，接受中国共产党天津市委员会和中国共产主义青年团中央委员会的领导。主要负责青年工作。